# Chińskie morza
Chińskie morza – amerykański film przygodowy z 1935 roku w reżyserii Taya Garnetta.

## Fabuła
Kapitan statku nawiązuje znajomość z byłą kochanką, ale na pokładzie znajduje się także jego była dziewczyna. Na domiar złego bandyci próbują ukraść złoto ze statku. Kapitan jednak odmawia oddania statku w ręce piratów i ostatecznie łączy się z kobietą, która go ścigała.

## Obsada
- Clark Gable - kapitan Alan Gaskell[2]
- Jean Harlow - Dolly 'China Doll' Portland[2]
- Wallace Beery – Jamesy MacArdle[2]
- Rosalind Russell – Sybil Barclay[2]
- Lewis Stone – Tom Davids[2]
- Dudley Digges
- Robert Benchley
- Akim Tamiroff - Paul Romanoff